# Carga motor
La carga motor equivale  al par motor que tiene que suministrar un motor tanto eléctrico como de combustión interna, para vencer las resistencias que se oponen a su movimiento.
En el caso del motor de combustión interna alternativo, a cualquier régimen motor pueden existir condiciones muy diferentes de carga. Imaginemos por ejemplo un vehículo que se desplaza cuesta arriba a 3000 rpm de motor, y luego mantiene ese régimen cuando llega a la zona llana. En los dos casos tenemos el mismo régimen, pero diferente carga motor, diferente par motor y por tanto diferente potencia.
El conductor tendrá que actuar por lo tanto sobre el acelerador para mantener el mismo régimen .